# Kevin Geniets
Kevin Geniets (Esch-sur-Alzette, Luxemburgo, 9 de janeiro de 1997) é um ciclista profissional luxemburguês que milita na equipa Groupama-FDJ.

## Palmarés
2019
- 2.º no Campeonato do Luxemburgo em Estrada

## Equipas
- AG2R La Mondiale (stagiaire) (08.2017-12.2017)
- Groupama-FDJ Continental Team[1] (01.2019-03.2019)
- Groupama-FDJ[2] (03.2019-)